# Formosa Neerlandesa

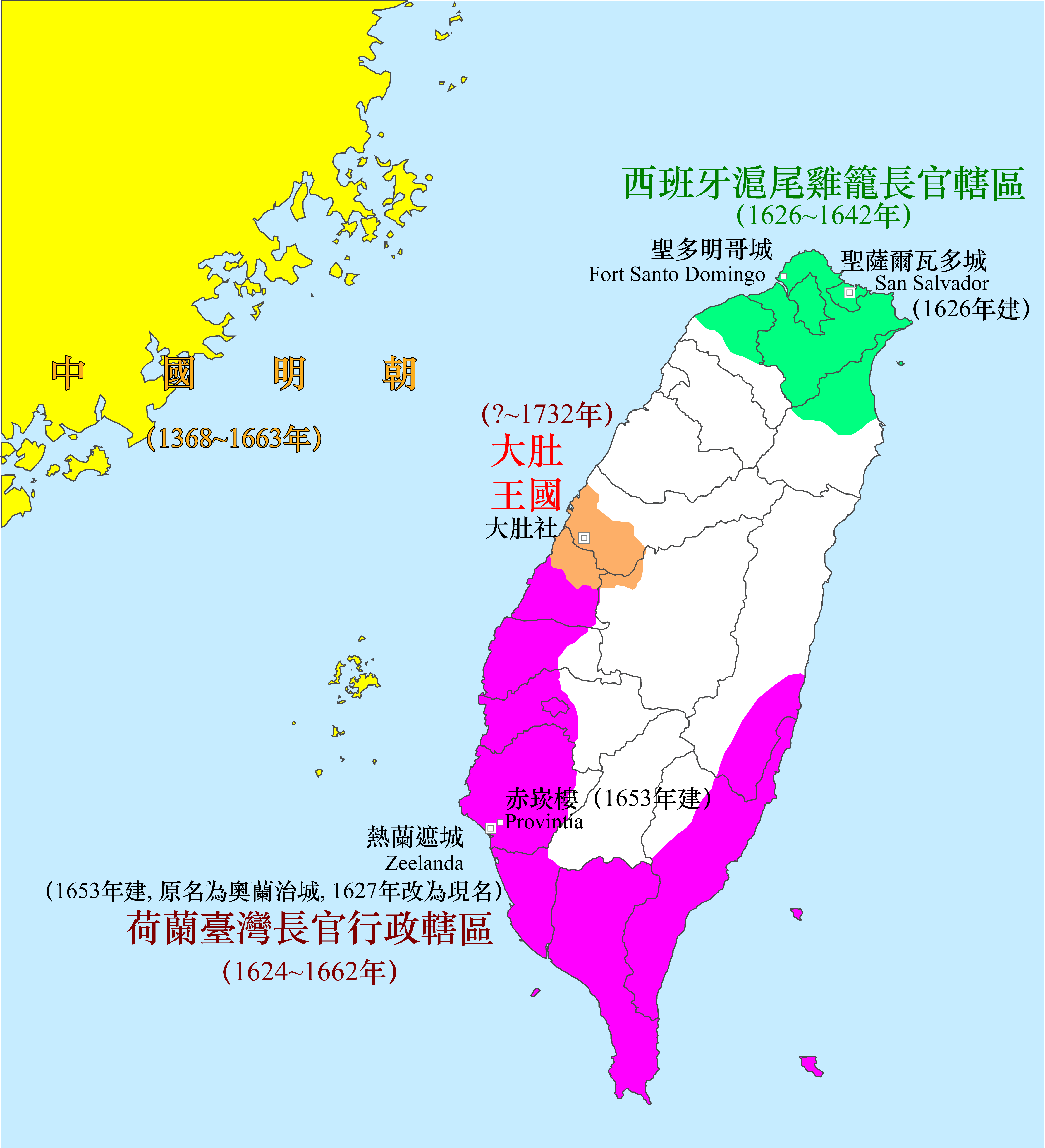
Colônia espanhola em verde, colônia holandesa em roxo e Reino de Middag em laranja.

Formosa Neerlandesa foi uma colônia neerlandesa localizada em Taiwan de 1624 a 1662. No contexto da Era das Descobertas, a Companhia Holandesa das Índias Orientais estabeleceu sua presença em Taiwan para negociar com o Império Ming e Japão, e também para proibir o comércio e as atividades coloniais portuguesas e espanholas no Leste Asiático.
O tempo do governo neerlandês viu o desenvolvimento econômico em Taiwan, incluindo a caça em grande escala de cervos e o cultivo de arroz e açúcar por mão de obra han importada do Império Ming. Os neerlandeses também tentaram converter os habitantes aborígenes ao cristianismo e suprimiram os aspectos da cultura tradicional que achavam desagradáveis, como a nudez pública.
Os neerlandeses não foram universalmente bem-vindos e os levantamentos de aborígenes e hans recém-chegados foram sufocados pelos militares neerlandeses em mais de uma ocasião. O período colonial acabou com a invasão do exército de Koxinga em 1661, após 37 anos.